# William Pitt Amherst
William Pitt Amherst, I conte di Amherst, detto Amherst di Arakan (Bath, 14 gennaio 1773 – Knole, 13 marzo 1857), è stato un diplomatico e politico britannico.
Governatore generale dell'India dal 1823 al 1828, svolse un ruolo fondamentale per l'acquisizione dei distretti di Arakan e Tenasserim da parte dell'Impero britannico al tempo della prima guerra anglo-birmana (1824-1826).

## Biografia
Amherst era il figlio di William Amherst, e di sua moglie, Elizabeth Paterson, figlia di Thomas Paterson. Era il pronipote di Jeffrey Amherst, I barone Amherst, e gli succedette il titolo nel 1797. È stato educato alla Westminster School e al Christ Church.

## Carriera diplomatica
In diplomazia, prestò servizio dal 1809 al 1811 come ministro britannico presso la corte di Ferdinando I delle Due Sicilie a Palermo, successore di Drummond.
Ha ricoperto l'incarico di Lord of the Bedchamber (1815-1823) e nominato consigliere privato il 30 dicembre 1815.
Nel 1816 fu inviato come ambasciatore straordinario alla corte della dinastia Qing, al fine di stabilire relazioni commerciali più soddisfacenti tra Cina e Gran Bretagna. Tuttavia la sua missione fallì in quanto Amherst rifiutò di eseguire il kowtow, l'omaggio prescritto presso la corte imperiale, consistente nel piegarsi, fino a toccare la terra con la fronte, per nove volte.
Di ritorno dalla missione in Cina visitò Napoleone a Sant'Elena. Quindi fu Governatore generale dell'India. In tale veste dovette affrontato la richiesta, fatta dal sovrano di Bengala, a cedere tutto il Bengala orientale; il rifiuto inglese fu causa della Prima guerra anglo-birmana che Amherst portò a termine nel 1826 con l'annessione delle strisce di giungla costiera di Arakan e Tenasserim (entrambe nell'odierna Myanmar) e dell'Assam. Nello stesso anno venne creato conte Amherst e visconte Holmesdale, nella contea di Kent.

## Matrimoni

### Primo Matrimonio
Sposò, il 24 luglio 1800, Sarah Archer (19 luglio 1762-27 maggio 1838), figlia di Andrew Archer, barone di Umberslade, e vedova di Other Windsor, V conte di Plymouth. Ebbero quattro figli:
- Lady Sarah Elizabeth Pitt Amherst (9 luglio 1801-8 agosto 1876), sposò John Hay-Williams, ebbero due figlie;
- Jeffrey Amherst (29 agosto 1802-2 agosto 1826);
- William Amherst, II conte Amherst (3 settembre 1805-26 marzo 1886);
- Frederick Campbell Amherst (10 marzo 1807, d. 12 ottobre 1829).

### Secondo Matrimonio
Sposò, il 25 maggio 1839, Lady Mary Sackville (30 luglio 1792-20 luglio 1864), figlia di John Sackville, III duca di Dorset e vedova del suo figliastro Other Windsor, VI conte di Plymouth. Non ebbero figli.

## Morte
Lord Amherst morì il 13 marzo 1857, all'età di 84 anni, a Knole House nel Kent, la residenza dei duchi di Dorset, una proprietà ereditata dalla sua seconda moglie. 

## Riconoscimenti
Il suo cognome venne dato a una città birmana (ribattezzata poi Kyaikkami), a un genere di Leguminosa originaria della Birmania ("Amherstia") e a un uccello ("Chrysolophus amherstiae"); gli ultimi due dedicati formalmente alla moglie Sarah.